# كاثي مكموريس روجرز
كاثي آن مكموريس روجرز (بالإنجليزية: Cathy McMorris Rodgers) هي سياسية أمريكية من الحزب الجمهوري ولدت في يوم 22 مايو 1969 في مدينة سايلم في أوريغون. أكملت دراسة القانون في كلية بينسكولا المسيحية وإدارة الأعمال في جامعة واشنطن. هي حالياً عضوة في مجلس النواب الأمريكي منذ سنة 2005 كممثلة عن ولاية واشنطن.